# Ars nova

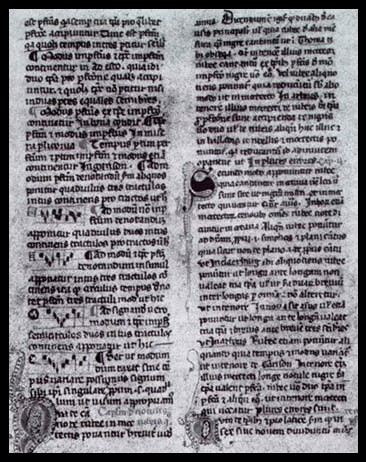
En sida ur Philippe de Vitrys Ars nova.

Ars nova var en musikstil med centrum i Avignon, Frankrike under 1300- och 1400-talen; även en florentinsk ars nova förekom. Den stod i kontrast till ars antiqua (Notre Dame-skolan) och till den gregorianska sången. Stilen räknas omväxlande som gällande under medeltiden och som förrenässans. Inom ars nova började kontrapunktiken utvecklas; som annan musik under detta tidevarv var den vokalburen. Jämför den skönlitterära stilen dolce stil nuovo.
Äldsta belägget för begreppet är i det musikteoretiska arbetet med samma namn av Philippe de Vitry från år 1322. Ars nova uppkom i samverkan med förfiningen av notskriften, vilket påverkade rytmiken; ars nova kännetecknas av isorytm och tvåtakt. Pierre de la Croix var den förste som på allvar försökte skapa ett rytmiskt system baserat på tonvärdena. Genrer i stilen var framför allt motetter och profana ballader (rondeaux och virelais), men stilen hittade så småningom vägen till folkmusiken och dess genrer (caccia). Den första polyfona sättningen av mässan är i ars nova, Guillaume de Machauts Messe de Nostre Dame - detta är tillika den första fullständiga tonsättningen av hela mässan som finns bevarad.
Nytt för stilen var att stämmorna inte alltid sjöngs med samma text, inte heller på samma språk. Tidigare stilar hade värderat efterhärmning och inlån av stämmor och melodier, eftersom originalitet inte hade något värde. Kompositörer i ars nova kom att komponera mera fritt, med att själv komma på någon del av sättningen, till exempel en stämma.
Kvint- och kvartsföljder ansågs oskönt, och melodierna fick mjukare former och blev mer lättsjungna. Parallella kvint- och oktavstämmor var förbjudna. Den moderna durskalan och överstämman såsom melodistämma var norm. Bland de första verken i ars nova var "Roman de Fauvel". 1309 skrev Marchetto da Padova sin Pomerium, vilket var första ansatsen till polyfon instrumentalmusik. En bulla från påven år 1324 uttrycker oro mot polyfonin, som då börjat förknippas med profan musik, fastän motetten uppstod i Kyrkan.
Den främste kompositören var Guillaume de Machaut som även var verksam som poet, samt Francesco Landino.